# Оњешко поморје
Оњешко поморје (рус. Онежское Поморье) је национални парк у северној Русији, смештен у Оњешком и Приморском дистрикту у Архангељској области. Основан је 26. фебруара 2013. године. Парк штити необичне шуме и обалне пејзаже. Површина парка износи 2016,68 km².

## Историја
Стварање националног парка почело је 1997. године, међутим, до 2002. године је требало да се одобре границе парка. У 2013. години земљиште је резервисано за будући национални парк. Влада Руске Федерације је 22. децембра 2011. године донела одлуку о оснивању националног парка на полуострву Оњега, а парк је основан 26. фебруара 2013. године.

## Географија
Парк заузима велики део полуострва Оњега и припадајућих делова Белог мора. Не постоји копнени саобраћај у парку. Већина подручја покривена је шумом. Лос, мрки медвед, вук, и риђа лисица су најчешћи становници парка. Белуга се јавља у Белом мору. Током зиме море је замрзнуто.

## Туризам
Парк се може посетити само уз дозволу коју је потребно унапред добити. Максимално трајање боравка је десет дана, са изузетком становника околних подручја, који могу боравити у парку до једне године.